# Maszaw

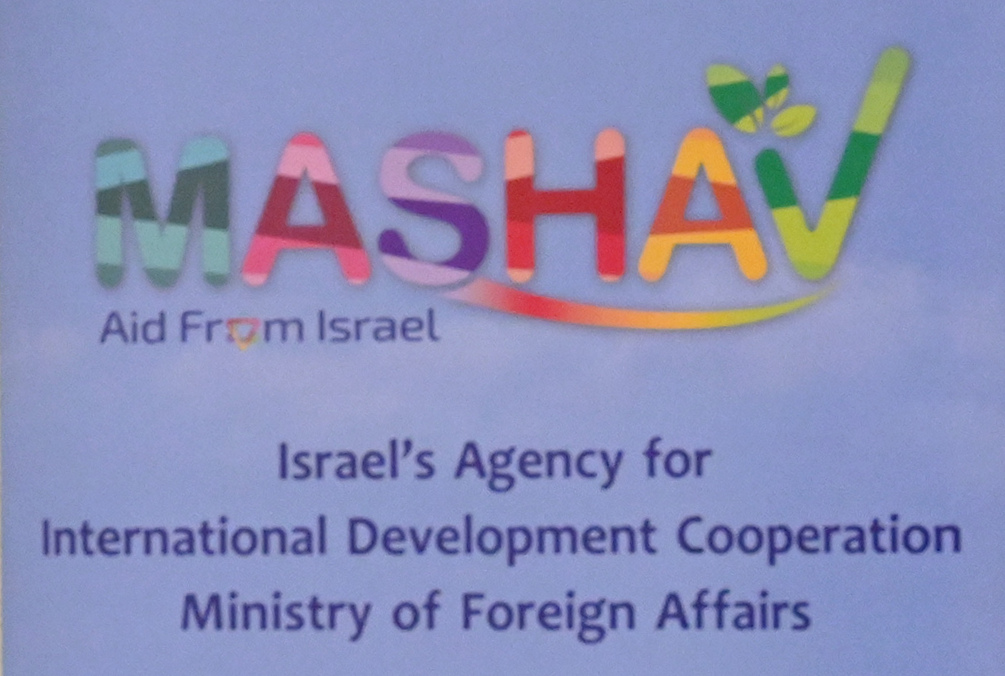
Logo Maszawu.

Maszaw (hebr. מש"ב, skrót. המרכז לשיתוף פעולה בינלאומי, Merkaz le-Szituf Pe’ula Bejnle’umi, ang. Mashav lub Agency for International Development Cooperation), dosłownie Centrum Współpracy Międzynarodowej – izraelski program pomocowy powołany do życia w 1958 roku, a od 1960 roku departament Ministerstwa Spraw Zagranicznych Izraela, którego zadaniem było oferowanie i realizowanie pomocy międzynarodowej krajom rozwijającym się oraz nawiązywanie z nimi relacji dyplomatycznych.
W ramach Maszawu oferowana jest pomoc w dziedzinie rolnictwa i upraw, służby zdrowia, bezpieczeństwa żywnościowego, handlu, administracji publicznej czy rozwoju wsi. Programem pomocy obejmowane były państwa Azji i Afryki. Współcześnie pomoc ta obejmuje także region Bliskiego Wschodu i Europy.
Maszaw postrzegany jest jako narzędzie budowy relacji dyplomatycznych poprzez oferowanie pomocy na różnych płaszczyznach w zamian za poparcie na arenie międzynarodowej.

## Historia

### Początki Maszawu
W latach 50. XX wieku Izrael poszukiwał potencjalnych sojuszników na arenie międzynarodowej. Związek Radziecki wspierał politycznie i militarnie państwa arabskie, natomiast Stany Zjednoczone niechętnie udzielały wsparcia Izraelowi. Nadziei upatrywano w państwach niezaangażowanych, które nie popierały żadnego z dwóch dużych bloków politycznych w powojennej rzeczywistości politycznej. Jednak w połowie lat 50. pojawiła się presja ze strony państw arabskich w rejonie Afryki i Bliskiego Wschodu, aby pogłębić izolację Izraela. W 1955 roku Izrael został wykluczony z obrad Konferencji w Bandungu, a w 1956 roku z Azjatyckiej Konferencji Socjalistycznej. W 1956 roku Izrael opowiedział się po stronie Wielkiej Brytanii i Francji i wsparł je militarnie podczas kryzysu sueskiego. Spotkało się do z dezaprobatą Organizacji Narodów Zjednoczonych. Wobec powyższych faktów elity polityczne Izraela zmuszone były do znalezienia sposobu, aby pozyskać przychylność państw niezaangażowanych.
Izraelscy politycy postanowili, że zamiast budować sojusze w organizacjach międzynarodowych, należy skupić się na relacjach dwustronnych. Pod koniec lat 50. XX wieku Ameryka Południowa znajdowała się pod wpływem Stanów Zjednoczonych. W Azji z kolei wpływy dzieliły się pomiędzy państwa komunistyczne i muzułmańskie. Kontynentem, na którym można było skupić swoje wpływy była wówczas Afryka. Izraelczycy świadomi byli rodzących się ruchów narodowowyzwoleńczych w tym regionie świata i uznali, że nowe państwa mogą stać się potencjalnymi sojusznikami. Ben Gurion w szczególności interesował się Afryką Wschodnią (Etiopia, Kenia, Rwanda) ze względu na bliskość do Morza Czerwonego, przez które napływały do Izraela towary z Azji. Chciano również wykorzystać obawy tych państw przed ruchami islamskimi. Ponadto na południu Sudanu zamieszkiwali chrześcijanie będący w konflikcie z muzułmańską północą tego kraju.
W 1958 roku Golda Meir odwiedziła Liberię, Ghanę, Nigerię i Wybrzeże Kości Słoniowej. W trakcie podróży dyplomatycznej podkreślała istotę więzów izraelsko-afrykańskich. Wyraziła także troskę w związku z klęskami głodu, chorób i ubóstwa w Afryce, oferując pomoc ze strony Izraela. W tym samym roku w ramach Ministerstwa Spraw Zagranicznych utworzono specjalny program współpracy i pomocy dla państw rozwijających się. W 1960 roku program przekształcono w departament w ramach ministerstwa, którego zadaniem było oferowanie i udzielanie pomocy międzynarodowej na różnych płaszczyznach.
W połowie lat 60. Izrael ustanowił misje dyplomatyczne w 32 państwach Afryki, do których wysłano 1800 specjalistów w dziedzinie medycyny, rolnictwa i edukacji, co plasowało Izrael w 1963 roku na drugim miejscu, zaraz po Francji, pod względem wielkości sieci powiązań dyplomatycznych w Afryce. W 1966 roku Izrael nawiązał relacje ze wszystkimi niemuzułmańskimi państwami Organizacji Jedności Afrykańskiej. Do 1969 roku 14 państw afrykańskich posiadało swoje przedstawicielstwa dyplomatyczne w Izraelu, w Jerozolimie, a nie w Tel Awiwie. W latach 60. Izrael nawiązał także stosunki wojskowe z prozachodnimi i antykomunistycznymi państwami jak np. Etiopia, Zair, Togo, Tanzania, Wybrzeże Kości Słoniowej, Uganda i Ghana. Izraelscy doradcy wojskowi szkolili w tych państwach żołnierzy jednostek specjalnych i oferowali kontrakty zbrojeniowe.

### Redukcja aktywności w Afryce
Zwycięstwo Izraela w wojnie sześciodniowej (1967) zbiegło się z kryzysem wśród państw afrykańskich związanym z problemami z rozwojem, brakiem stabilności politycznej i rosnącej zależności od dużych mocarstw. Cześć z przywódców państw afrykańskich przychylnie odnosiło się do propozycji pomocy ze strony ZSRR i państw arabskich. Mimo to w latach 1958–1973 ponad 70% wszystkich izraelskich programów pomocowych było lokowanych na kontynencie afrykańskim. ⅔ całej izraelskiej pomocy zagranicznej było kierowane do Afryki. Izraelski eksport do państw afrykańskich w tym czasie nie przekraczał jednak 23 milionów dolarów. W ciągu pierwszych 10 lat działalności Maszaw wyszkolił 10 000 osób z 90 krajów oraz wysłał 4000 specjalistów do 62 państw. W latach 1958–1959 na programy pomocowe Izrael przeznaczył 94 700 dolarów. W 1963 roku było to 5,3 miliona dolarów. Najwyższy poziom budżet ten osiągnął w latach 70. i wynosił 7 milionów dolarów rocznie.
W latach 70. XX wieku doszło do pogorszenia relacji Izraela z państwami Afryki. 29 państw zawiesiło swoje relacje z Państwem Izrael, częściowo pod wpływem państw arabskich, które z kolei oferowały tańszą ropę i pomoc finansową. Przed wybuchem wojny Jom Kipur (1973) Organizacja Jedności Afrykańskiej wezwała swoich członków do zerwania relacji z Izraelem. Niektórzy członkowie organizacji zawiesili oficjalne stosunki, jednak zachowali komunikację poprzez ambasady państw trzecich (np. Nigeria, Sierra Leone, Ghana, Republika Środkowoafrykańska). W okresie nieformalnych stosunków w Afryce przebywało więcej izraelskich specjalistów niż w momencie, kiedy Izrael utrzymywał oficjalne relacje dyplomatyczne z państwami regionu. Pod koniec lat 70. XX wieku 35% izraelskiego handlu bronią stanowiła sprzedać do Afryki. Jednak w związku z zaistniałą sytuacją izraelscy politycy postanowili w 1974 roku zacieśniać współpracę i relacje z Południową Afryką. Z programów Maszawu korzystały również państwa azjatyckie jak np. Indie, Pakistan czy Indonezja, które nie formalizowały swoich stosunków dyplomatycznych z Izraelem. Do 1973 roku izraelskie rządy prowadziły politykę wsparcia wszystkich międzynarodowych projektów. Od 1973 roku zaczęto redukować budżet pomocowy na rzecz projektów w polityce wewnętrznej. Wycofanie wparcia politycznego i społecznego dla Maszawu poskutkowało ponad pięćdziesięcioprocentowym obcięciem budżetu struktury. Nie doprowadziło to do ograniczenia działalności Maszawu w świecie. Kosztem spadku stażystów z Afryki (402 osoby w 1972; 80 osób w 1975) zyskały Ameryka Południowa (wzrost 246 do 399 stażystów) i Azja (wzrost z 207 do 354 stażystów). Tak jak w przypadku Afryki liderzy państw regionu sami prosili o wsparcie i doradców, tak w Ameryce Południowej Izrael wychodził z własną inicjatywą i angażował się tam, gdzie jego pomoc mogła rzeczywiście przynieść skutki. Wynikało to z faktu, iż w Ameryce Południowej duże wpływy utrzymywały Stany Zjednoczone, a rozwój gospodarczy tych państw był szybszy niż Izraela.
Pod koniec lat 70. i na początku lat 80. Icchak Szamir i Ariel Szaron zintensyfikowali aktywność Izraela w Afryce, w szczególności w dziedzinie współpracy wojskowej. W 1982 roku Idi Amin zerwał stosunki dyplomatyczne z Państwem Izrael. Podobne decyzje podjęły: Czad, Kongo-Brazzaville czy Burundi. Były jednak państwa, które odnowiły relacje z Izraelem, np. Zair, Liberia (oba w 1982 roku). W latach 80. programy Maszawu otwarto na zewnętrzne współfinansowanie. Od 1985 roku czyniły to Stany Zjednoczone, od 1986 roku Republika Federalna Niemiec, a jeszcze w 1973 roku we współfinansowanie zaangażowała się Holandia. W 1987 roku Izrael przystąpił do międzynarodowego embargo zbrojeniowego, którym objęto Republikę Południowej Afryki. Przyczyniło się do poprawy relacji z państwami Afryki.

### Redefinicja Maszawu w latach 90. XX wieku

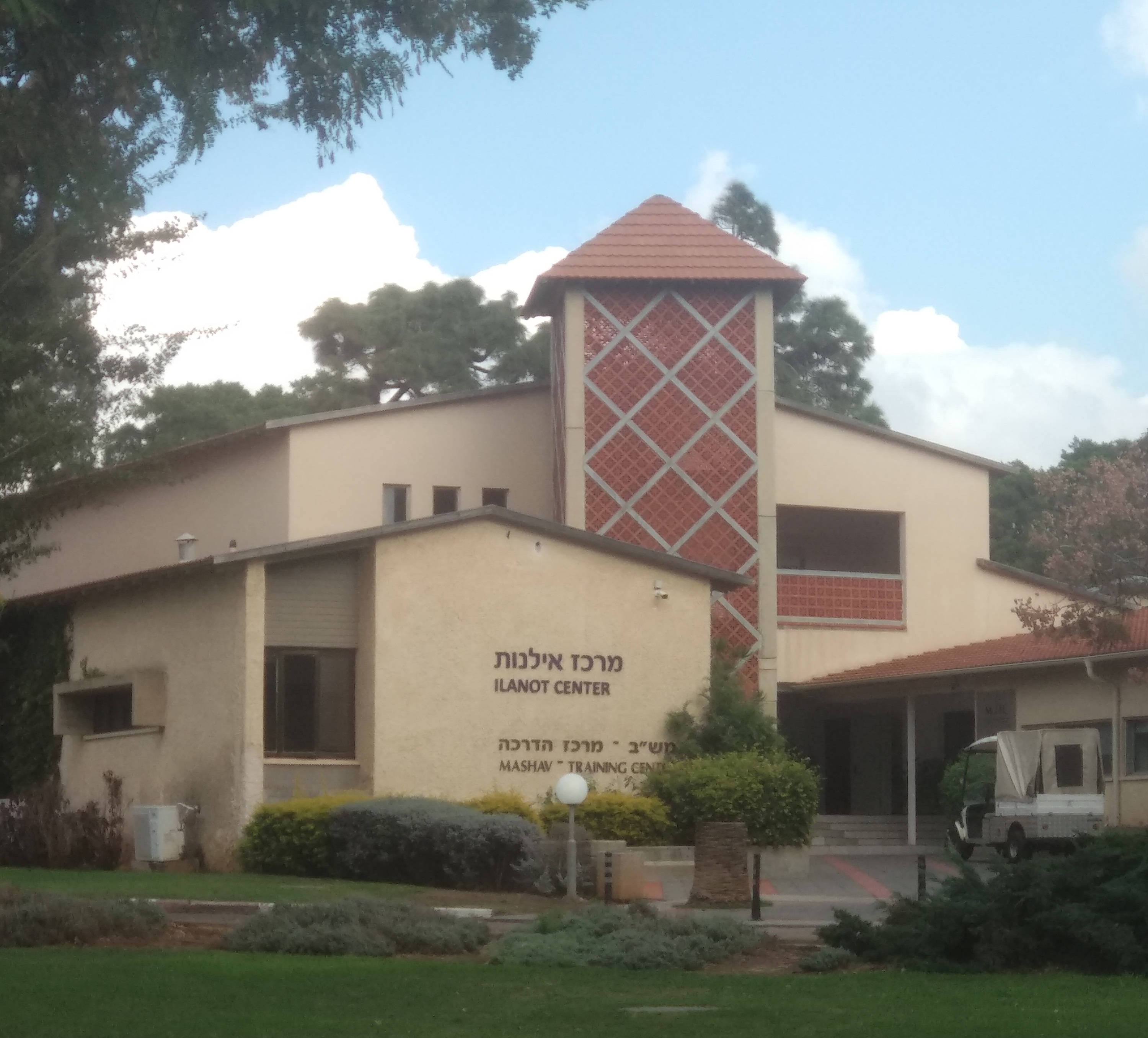
Ośrodek szkoleniowy Maszawu w izraelskim Szefajim.

W latach 90. XX wieku na fali rozmów pokojowych z Palestyńczykami (Porozumienia z Oslo) i Jordanią, upadku ZSRR i nawiązania stosunków z nowymi władzami w RPA Izrael zmienił swoją politykę wobec Afryki. Uznano jednak, że pomoc i zaangażowanie będzie zależało od strategicznych interesów państwa. Tam, gdzie izraelskie instytucje nie angażowały się w formalny sposób, pomoc oferowały organizacje pozarządowe. Równolegle Państwo Izrael zaczęło rozwijać relacje handlowe z Chinami i Indiami. W okresie tym okazało się też, że Izrael nie ma strategii działania wobec nowych wyzwań w Afryce (AIDS, migracji zarobkowych). Rząd Izraela kierował się wizją tzw. nowego Bliskiego Wschodu Icchaka Rabina, który zakładał, że Izrael rozwinie relacje ze swoimi sąsiadami w regionie poprzez współpracę gospodarczą. W latach 1997–1999 Izrael przeszkolił na Bliskim Wschodzie i w Północnej Afryce więcej wolontariuszy niż w innych regionach. Zaczęto także wysyłać doradców i specjalistów do Europy Wschodniej oraz Azji Centralnej, wykorzystując dostęp do specjalistów znających języki rosyjski i arabski. Skupiono się na programach krótkoterminowych i zwiększeniu liczby szkolonych specjalistów w ramach krótszych programów (2443 osób przeszkolonych w 1964 roku; 4051 przeszkolonych w 1999 roku). Zmianie uległo także podejście do uczestników programów Maszawu, których wkład finansowy zredukowano do minimum lub zniesiono w ogóle. Do tej pory kraje korzystające z programów musiały wpłacać składki, opłacać zakwaterowanie i przeloty doradców.

## Cele i rodzaje współpracy
Działania Maszawu są ściśle powiązane z izraelską polityką zagraniczną. Między innymi dlatego Izrael przystąpił do programu 2030 Agenda for Sustainable Development. Dotacje i wsparcie kierowane są do priorytetowych dla Izraela sektorów, w których państwo to posiada największe doświadczenie i know-how. Do 2018 roku pomoc ta oferowana była poprzez granty przydzielane w relacjach dwustronnych. W 2018 roku izraelska rada ministrów stworzyła międzyministerialny komitet ds. współpracy międzynarodowej, której działania mają opierać się na relacjach wielostronnych z wieloma udziałowcami. Od 2008 roku Maszaw współpracuje z FAO. W 2010 roku Izrael przystąpił do OECD, jednak według izraelskiego MSZ nie osiąga jeszcze w ramach tej organizacji wyznaczonych celów.
W 2021 roku Izrael przeznaczył na oficjalną pomoc rozwojową 394 100 000 dolarów. W stosunku do roku poprzedniego wartość tej pomocy wzrosła o 32,3 %. W 2020 roku 80 mln dolarów zostało ulokowanych w ramach pomocy na Bliskim Wschodzie, 39,8 mln dolarów w Azji, 14,2 mln dolarów w Europie, a 5,6 mln dolarów w Afryce. Wg danych OECD w 2020 roku najwięcej izraelskiej pomocy finansowej trafiło do Jordanii (46,4 mln dolarów), następnie do Strefy Gazy i na Zachodni Brzeg (33,6 mln dolarów), Indii (27,1 mln dolarów), na Ukrainę (10,1 mln dolarów).
W ramach Maszawu Izrael oferuje pomoc m.in. na płaszczyźnie: rolnictwa, ochrony konsumentów, badań i rozwoju, bezpieczeństwa żywnościowego, rozwoju wsi i rolnictwa, systemów sanitarnych, zarządzania żywnością, systemu opieki zdrowotnej, farmaceutyki, ochrony środowiska, genetyki, optyki, ochrony społecznej i socjalnej, systemów irygacji i oczyszczania wody, rybołówstwa, zbiorów żywności.

## Motywacje
Izrael postrzegał Afrykę jako możliwość przełamania swojej politycznej izolacji na Bliskim Wschodzie. Elity izraelskie skupiały się na niearabskich krajach lub nowopowstałych państwach, w których występowały liczne problemy społeczno-ekonomiczne. Polityka Państwa Izrael w szczególności skupiała się na Afryce Wschodniej i Morzu Czerwonym. Jest to strategiczny akwen, którym do Izraela docierały towary z Azji. Za pomocą Maszawu Izrael chciał również pozyskać wsparcie państw Afryki na arenie międzynarodowej, a w szczególności w Organizacji Narodów Zjednoczonych. Po wojnie sześciodniowej, ze względu na naciski państw arabskich i ZSRR, poparcie dla Państwa Izrael na forum ONZ ze strony państw afrykańskich słabło. Dopiero w latach 90. w związku z rosnącym zagrożeniem islamskim terroryzmem w Afryce relacje części państw z Izraelem uległy poprawie.
Izraelscy politycy uważali, że z uwagi na klimat i położenie geograficzne Państwo Izrael wypracowało unikalne metody rozwoju rolnictwa, uprawy roślin, nawadniania upraw i oczyszczania wód. Z tego powodu elity polityczne były przekonane, iż izraelska oferta będzie lepsza dla Afryki, niż pomoc z państw zachodnich. Ponadto izraelskie rolnictwo podobnie jak afrykańskie opierało się na małych gospodarstwach. Przywódcy państw afrykańskich postrzegali Izrael jako przykład państwa, gdzie z sukcesem udało się rozwinąć rolnictwo na terenach pustynnych, a także z powodzeniem tworzono nowe miasta i wsie na obszarach niezamieszkanych. Co więcej, Izrael posiadał doświadczenie z absorpcją dużych grup społecznych. W przeciwieństwie do państw Zachodu Izrael zamiast funduszy oferował państwom afrykańskim wsparcie specjalistów i rozwój potencjału lokalnej działalności gospodarczej. W latach 90. XX wieku Izrael musiał zrewidować kierunki aktywności. Izraelski model rozwoju nie był już tak atrakcyjny dla Afryki jak kiedyś. Izraelczycy postanowili wykorzystać fakt upadku bloku wschodniego. Postanowiono pomóc republikom byłego ZSRR w demilitaryzacji gospodarki, rozwoju wydajnego rolnictwa i pomocy w transformacji wolnorynkowej gospodarek tych państw.
Maszaw jest również uważany za przejaw izraelskiej chęci niesienia pomocy humanitarnej. W pierwszych latach istnienia państwa było to podyktowane socjalistycznym poglądem o potrzebie wspierania „uciśnionych”. Doświadczenia Żydów z Europy miały również wpływ na to, aby oferować pomoc państwom nowopowstającym i społeczeństwom potrzebującym w erze postkolonializmu. Maszaw miał odzwierciedlać syjonistyczną wizję pionierskości, udziału kobiet w życiu politycznym i gospodarczym oraz szerzenia nowoczesnych rozwiązań technicznych i rolniczych w krajach rozwijających się.